# Ferrari F12berlinetta
De Ferrari F12berlinetta is een sportwagen van de Italiaanse sportwagenfabrikant Ferrari.

## Prestaties
De F12berlinetta heeft een volledig nieuwe V12 (in een hoek van 65 graden) die maximaal 740 pk levert. Het maximale koppel bedraagt 690 Nm en 80% hiervan is al beschikbaar bij 2500 rpm. De topsnelheid ligt boven de 340 km/h en de sprint van 0 naar 100 km/h is gedaan in 3,1 seconden. Sprinten van 0 tot 200 km/h gaat in 8,5 seconden. Het rondje rond het Fiorano-circuit deed de F12berlinetta in 1:23, de snelste tijd tot nu toe neergezet door een Ferrari.

## Techniek
Zoals eerder vermeld is de krachtbron in de F12berlinetta een volledig nieuwe 6,3 liter V12 met een vermogen van 740 pk. Het vermogen vindt een weg naar de achterwielen via een F1 DCT-versnellingsbak met dubbele koppeling. Zoals alle hedendaagse Ferrari's beschikt de F12berlinetta over verschillende hulpsystemen: E-Diff, ESP Premium, F1-Trac, en ABS. Het verbruik ligt op 15 liter op de 100 km. Totaal stoot de auto 350 gram CO2 per kilometer uit.

## Design
Het design van de F12berlinetta is tot stand gekomen in een samenwerking met het Ferrari Styling Centre en Pininfarina. De grille heeft veel weg van de Ferrari FF net zoals de koplampen. De motorkap bevat een grote luchtinlaat in het midden en aan elke kant een. Deze luchtinlaten vormen een soort tunnel zodat de lucht in een gladde lijn om de wagen heen wordt geleid. De achterkant bestaat uit twee ronde achterlichten en in het midden een remlicht in Formule 1-stijl. Verder wordt de achterkant gesierd door vier uitlaten, twee aan elke kant.